# Coleophora tristrigella
Coleophora tristrigella é uma espécie de mariposa do gênero Coleophora pertencente à família Coleophoridae.